# Ernst Leopold Salkowski
Ernst Leopold Salkowski, född 11 oktober 1844 i Königsberg (nuvarande Kaliningrad), död 8 mars 1923 i Berlin, var en tysk biokemist.
Salkowski blev 1867 medicine doktor samt 1874 e.o. och 1909 ordinarie honorarprofessor vid Berlins universitet. Från 1872 verkade han på kemiska laboratoriet vid Rudolf Virchows patologiska institut i Berlin, först som assistent och från 1880 som föreståndare. 
Salkowski var en av sin tids mest framstående forskare och lärare i fysiologisk och medicinsk kemi. Han utförde grundläggande arbeten över proteinets sönderdelning vid förruttnelse, över proteinämnens konstitution samt över invertin och andra enzym. Därvid upptäckte han den autolytiska sönderdelningen i djurkroppens organ efter döden. 
Vidare utarbetade han viktiga fysiologiskt kemiska analysmetoder och påvisade bensoesyrans antiseptiska egenskaper. Hans Praktikum der physiologischen und pathologischen Chemie (1893) utkom i många upplagor och översattes till flera språk.  Han blev ledamot av Vetenskapssocieteten i Uppsala 1904 och hedersledamot av Svenska Läkaresällskapet 1908.